# Michael Hicks (amerykański koszykarz)
Michael Hicks (ur. 17 czerwca 1983 w Nashville) – amerykański koszykarz,  posiadający również polskie obywatelstwo, występujący na pozycjach niskiego skrzydłowego lub rzucającego obrońcy, obecnie zawodnik KS Kosz Kompaktowy Pleszew. Jest znany zarówno z występów w tradycyjnej koszykówce halowej 5v5, jak i w odmianie 3x3.
Brązowy medalista mistrzostw świata w koszykówce 3x3 (2019), został również królem strzelców tej imprezy, a także wybrano go do najlepszej „trójki” graczy tego turnieju Brał również udział w igrzyskach olimpijskich w Tokio w 2021 roku.

## Kariera Klubowa
Hicks rozpoczął swoją przygodę z koszykówką uniwersytecką w Southeastern Illinois College, W sezonie 2004/2005 pomógł swojej drużynie zdobyć tytuł konferencji MIAA (Mid-America Intercollegiate Athletics Association po czym przeniósł się do Central Missouri State University (obecnie University of Central Missouri). Grał tam przez dwa sezony w NCAA Division II. Zdobył tytuł MVP turnieju konferencji MIAA w 2005 roku w 2006 roku Hicks rozpoczął swój pierwszy sezon jako profesjonalista w lidze francuskiej Pro B w drużynie ALM Évreux Basket. Następnie w 2007 roku trafił do ligi tureckiej do drużyny Mutlu Aku Selçuk Üniversitesi Konya jednak zagrał tam jedynie 3 spotkania. Powodem krótkiego pobytu w Turcji był słabe warunki.  W 2008 roku po raz pierwszy podpisał kontrakt z polskim zespołem Basket Kwidzyn. Następnie dołączył do klubu z którego Hicks jest najbardziej rozpoznawalny czyli SKS Starogard Gdański. Po udanym sezonie w EBL przeniósł się do Basketball_Löwen_Braunschweig z którym dotarł do play-off Niemieckiej Bundesligii. Po roku gry w Niemczech Hicks powrócił do Polski i ponownie podpisał kontrakt z SKS Starogard Gdański. Był to kluczowy etap jego zawodowego życia, który przyniósł zarówno sukcesy drużynowe, jak i indywidualne wyróżnienia. W 2011 Roku wraz z zespołem wygrał Puchar Polski oraz Superpuchar PolskiDrużynę opuścił w 2014 roku. W sierpniu 2015 powrócił po rocznej przerwie do EBL, podpisując ponownie kontrakt z Polpharmą Starogard Gdański. 2 lutego 2016 odebrał wystawiony 29 stycznia 2016 akt nadania polskiego obywatelstwa. 24 stycznia 2017 rozwiązał kontrakt z Polpharmą Starogard Gdański. Po opuszczeniu ekstraklasowej drużyny postanowił przenieść się drugoligowego klubu R8 Basket AZS Politechnika Kraków. Dzięki posiadaniu polskiego obywatelstwa może występować w niższych ligach. 3 grudnia 2018 ponownie zasilił skład Polpharmy Starogard Gdański. 9 sierpnia 2019 dołączył do Decki Pelplin. 9 stycznia 2020 został po raz kolejny w karierze zawodnikiem Polpharmy Starogard Gdański. 31 grudnia zawarł umowę z TS Wisłą Chemart Kraków. W 2023 dołączył do KS Kosz Kompaktowy Pleszew.

## Osiągnięcia
Stan na 31 grudnia 2024r., na podstawie, o ile nie zaznaczono inaczej.
NCAA II
- Uczestnik:
  - I rundy turnieju NCAA Division II (2005)
  - II rundy turnieju NCAA II (2006)
- Mistrz:
  - turnieju konferencji MIAA (2005)[14]
  - sezonu regularnego MIAA (2005)
- MVP turnieju MIAA (2005)
- Zaliczony do:
  - I składu:
    - All-American (2006 przez NABC, Division II Bulletin)[16]
    - MIAA (2005)
    - turnieju MIAA (2005, 2006)[14]

  - Galerii Sław Sportu Central Missouri State (2012)

Drużynowe
- Zdobywca:
  - Superpucharu Polski (2011)
  - pucharu:
    - Polski (2011)
    - Polski PZKosz (2017)[17]

Indywidualne
- MVP:
  - Final Four pucharu Polski PZKosz (2017)[17]
  - miesiąca TBL (styczeń 2016)[18]
  - kolejki TBL (14, 22 – 2015/16, 24 – 2018/19)[19][20][21]
- Zwycięzca konkursu rzutów za 3 punkty:
  - PLK, rozegranego podczas pucharu Polski (2020)[22]
  - rozegranego podczas pucharu Polski PZKosz (2017)[17]
- Uczestnik:
  - meczu gwiazd PLK (2009, 2011)
  - konkursu rzutów za 3 punkty PLK (2011, 2020[22])
- Lider:
  - PLK w skuteczności rzutów wolnych (2011)[23]
  - strzelców I ligi (2018)

Reprezentacja
- Brązowy medalista mistrzostw świata 3x3 (2019)[2]
- Uczestnik mistrzostw:
  - świata 3x3 (2018 – 4. miejsce[24], 2019)
  - Europy 3x3 (2018 – 5. miejsce[25])
- Zaliczony do I składu mistrzostw świata 3x3 (2019)[2]
- Lider strzelców mistrzostw świata 3x3 (2019)[2]
- Uczestnik Igrzysk Olimpijskich w Tokio (2021 - 7. miejsce)[26]